# Jogos da Ásia Oriental de 2001
Os Jogos da Ásia Oriental de 2001 foram a terceira edição do evento multiesportivo, realizado em Osaka, no Japão, entre os dias 19 e 27 de maio.

## Países participantes
Nove países participaram do evento:
- China
- Japão
- Cazaquistão
- Mongólia
- Guam
- Coreia do Sul
- Taipé Chinesa
- Hong Kong
- Macau

## Modalidades
Foram disputadas quinze modalidades nesta primeira edição dos Jogos:
| - Atletismo - Basquetebol - Boliche - Boxe - Esportes aquáticos - Futebol - Ginástica - Handebol | - Levantamento de peso - Lutas - Judô - Soft tênis - Taekwondo - Voleibol - Wushu |

## Quadro de medalhas
País sede destacado.
| Ordem | País          | Medalha de ouro | Medalha de prata | Medalha de bronze |     |
| ----- | ------------- | --------------- | ---------------- | ----------------- | --- |
| 1     | China         | 85              | 48               | 58                | 191 |
| 2     | Japão         | 61              | 65               | 65                | 191 |
| 3     | Coreia do Sul | 34              | 46               | 32                | 112 |
| 4     | Cazaquistão   | 13              | 18               | 26                | 57  |
| 5     | Taipé Chinesa | 6               | 16               | 31                | 53  |
| 6     | Hong Kong     | 3               | 1                | 3                 | 7   |
| 7     | Mongólia      | 1               | 2                | 7                 | 10  |
| 8     | Macau         | 1               |                  | 3                 | 4   |
| 9     | Guam          |                 |                  | 1                 | 1   |
| TOTAL | TOTAL         | 204             | 196              | 226               | 626 |